# Găești
Găești è una città della Romania di 15 235 abitanti, ubicata nel distretto di Dâmbovița, nella regione storica della Muntenia.
Il nome della città viene da quello della famiglia Găesti, famiglia di boiardi che possedeva gran parte dell'area attorno alla città.
Găești è citata per la prima volta in un documento del 19 luglio 1498 con cui Radu IV cel Mare, figlio di Vlad Călugărul, fa donazione del territorio attorno alla città al Monastero di Râncăciov.
La città venne in gran parte ricostruita dopo un devastante incendio avvenuto nel 1807, e la sua popolazione venne decimata dalla peste nel 1812.
Găești ha dato i natali al musicista Gheorghe Zamfir (1941).